# Роттмайр, Иоганн Михаэль
Иоганн Михаэль Роттмайр (нем. Johann Michael Rottmayr; 11 декабря 1656, Лауфен, Верхняя Бавария — 25 октября 1730, Вена) — австрийский живописец эпохи барокко. Работал в Зальцбурге и Вене, считался первым мастером фресковых росписей в стиле барокко в Австрии.

## Биография
Иоганн Михаэль Роттмайр был сыном органиста Фридриха Роттмайра и его жены Маргариты Магдалены Роттмайр, урожденной Зентнер, «живописца фасадов», которая также играла на органе. Вероятно, он научился живописи у своей матери.
С 1675 по 1688 год Роттмайр работал в Венеции, будучи учеником Иоганна Карла Лота. В 1688 году он вернулся на родину через Пассау, его пребывание в Зальцбурге зафиксировано в 1689 году в качестве придворного живописца князя-епископа. Он также работал на графов Альтанов.
В первом браке Роттмайр был женат с 1690 года на Элен Барбаре Райхпех из Зальцбурга. В 1696 году Роттмайр переехал из Зальцбурга в Вену, где работал до самой смерти. В 1704 году он получил дворянский титул фон Розенбрунн. В 1727 году Роттмайр женился второй раз на Терезии Йозефе Насснер. Живописец скончался в 1730 году, похоронен в соборе Святого Стефана в Вене.

## Память
В 1894 году Роттмайргассе в Вене-Мейдлинг была переименована в честь художника, а в 1935 году его именем названа улица в Зальцбурге-Зюйд. Роттмайрштрассе и Роттмайр-Гимназия на его родине в Лауфене (Верхняя Бавария) на Зальцахе также названы в его честь.

## Художественный стиль
Считается, что свой оригинальный венецианско-неаполитанский стиль живописи Роттмайр разработал под влиянием своего учителя Иоганна Карла Лота. Его фрески также отчасти напоминают венецианские росписи Джованни Баттиста Тьеполо. На искусство Роттмайра повлиял мощный гений Питера Пауля Рубенса. Росписи Роттмайра сохранились во дворце Шёнбрунн в Вене (1710), в венской церкви святого Петра (Петерскирхе, 1713).
В 1716—1722 годах Роттмайр выполнил росписи в Коллегиальной церкви аббатства Мельк: «Триумфальный путь» (Via Triumphalis) бенедиктинского ордена, затем росписи церкви в муниципалитете Мария-Ланцендорф (1730) и многие другие работы. Особое место в его творчестве зканимают росписи купола на огромной высоте в церкви Карлскирхе в Вене на тему Апофеоза (вознесения на небеса) Святого Карло Борромео (1726—1729).
Искусство Роттмайра высоко ценил архитектор Иоганн Бернхард Фишер фон Эрлах. Фрескам Роттмайра свойственны экспрессивная выразительность, особенная пространственная концепция с несколько атектоничным размещением фигур и лёгкая аберрация цвета. В его позднем творчестве цветовая гамма художника становится ещё более холодной с резкими и негармоничными красками.

## Галерея

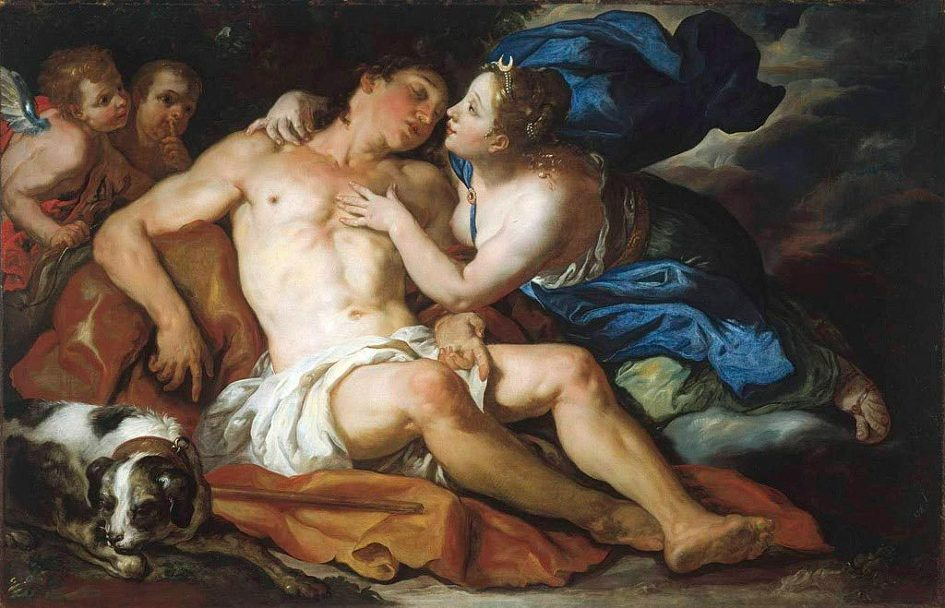
Диана и Эндимион. 1690. Холст, масло. Чикагский институт искусств
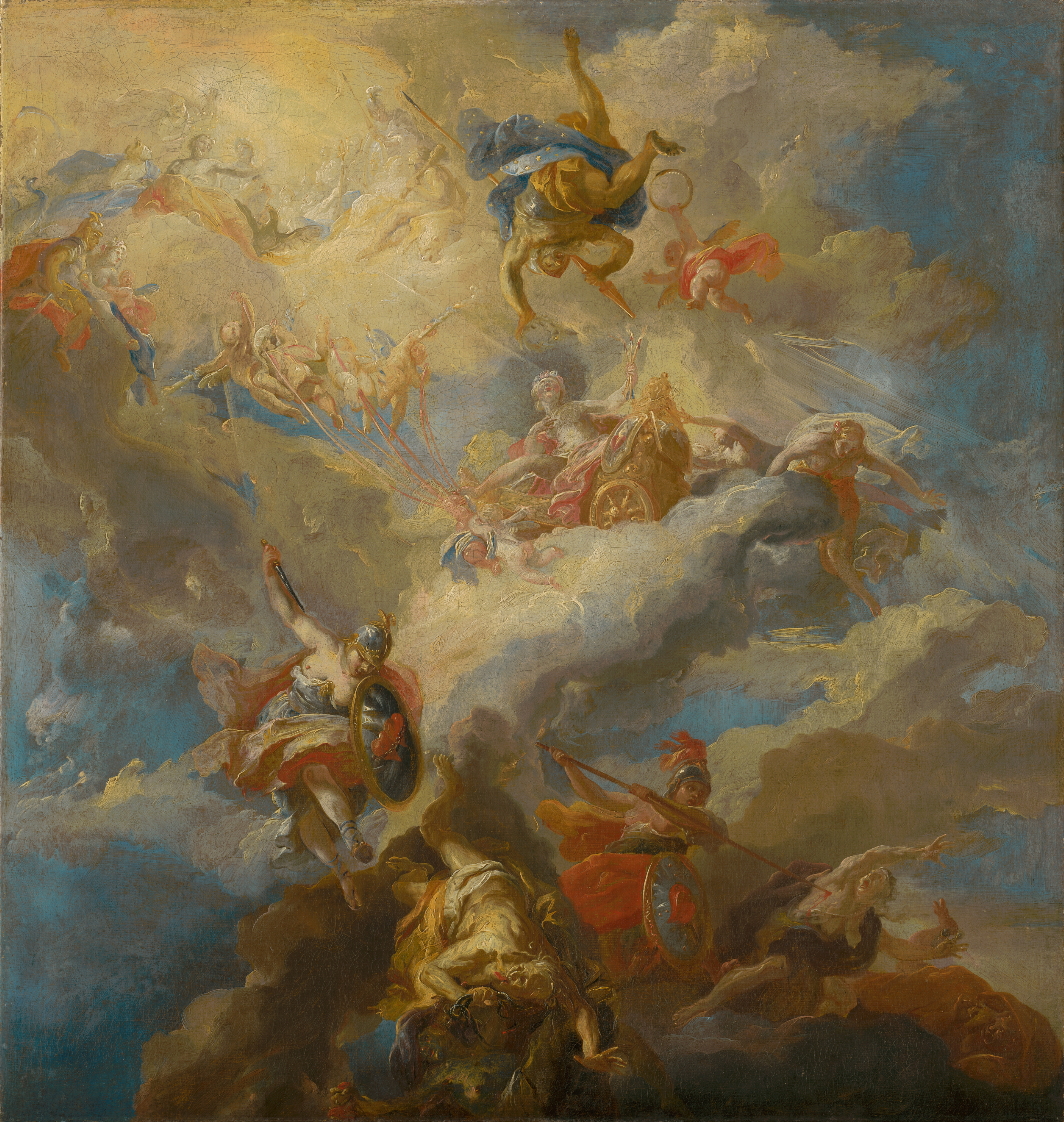
Триумф любви. 1720. Холст, масло. Словацкая национальная галерея, Братислава
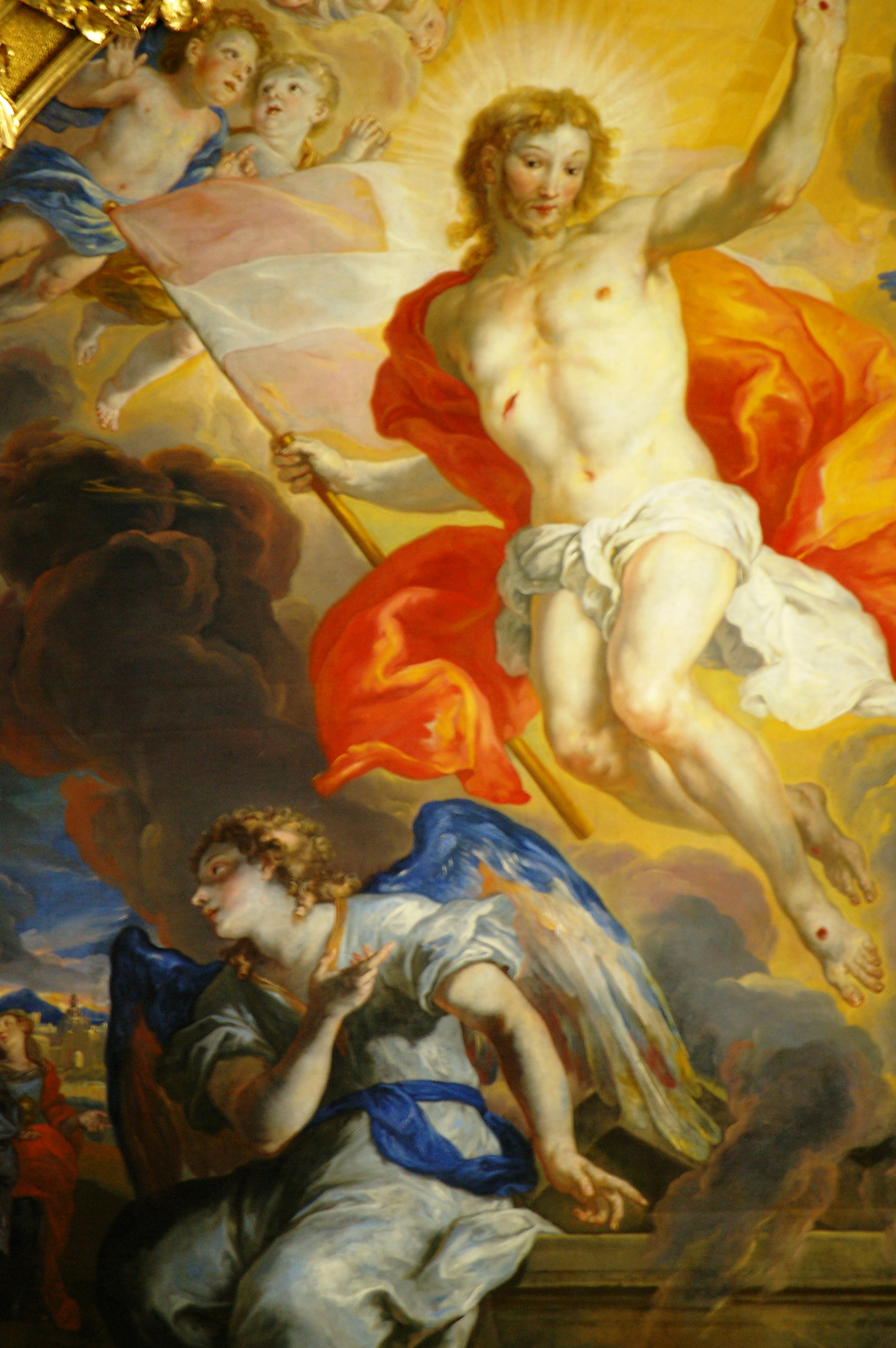
Воскресение Христа. 1691. Холст, масло. Aлтарь церкви Михаэльбойерн
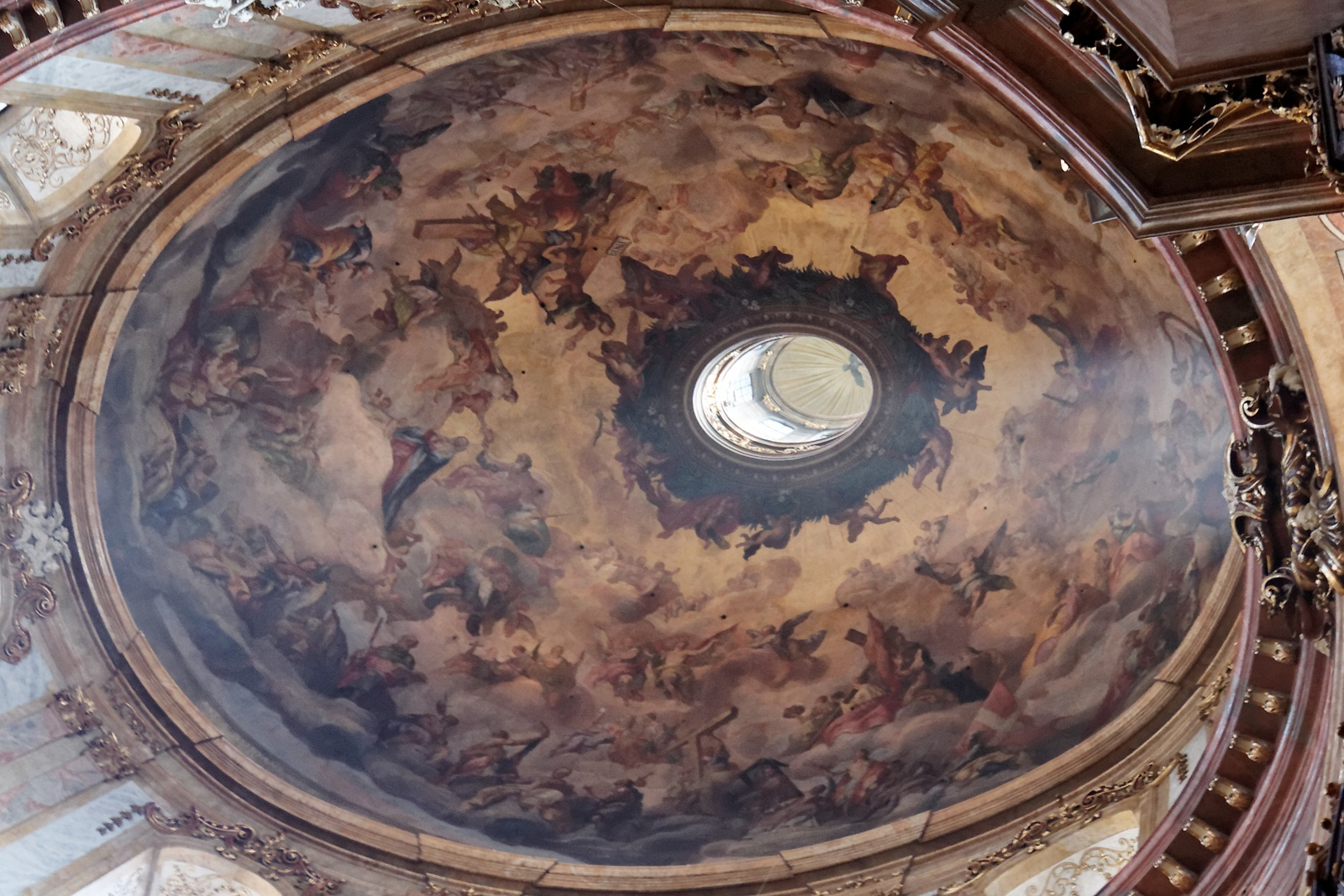
Роспись купола Петерскирхе. 1713. Вена
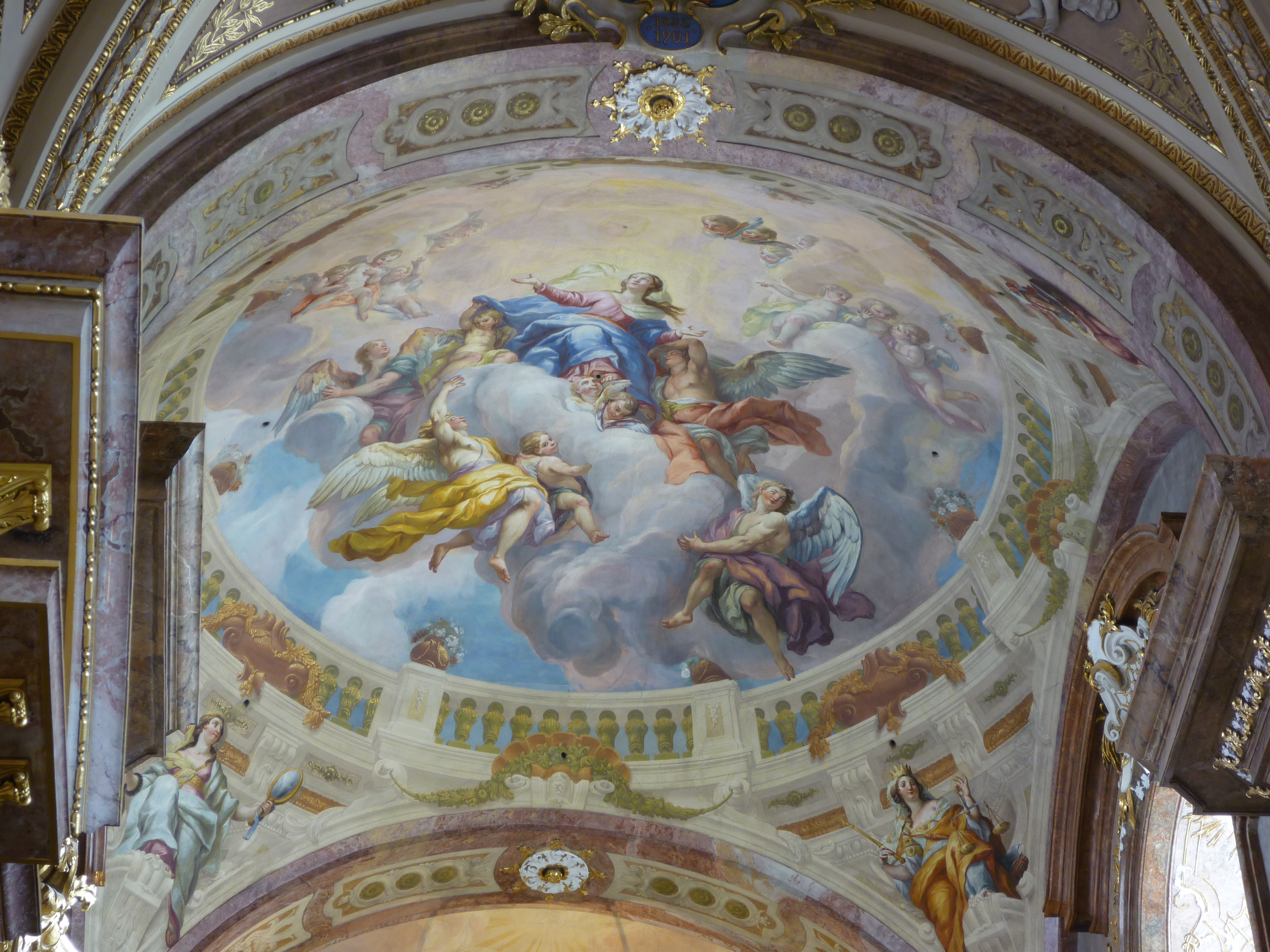
Роспись купола Коллегиальной церкви Клостернойбург. 1729
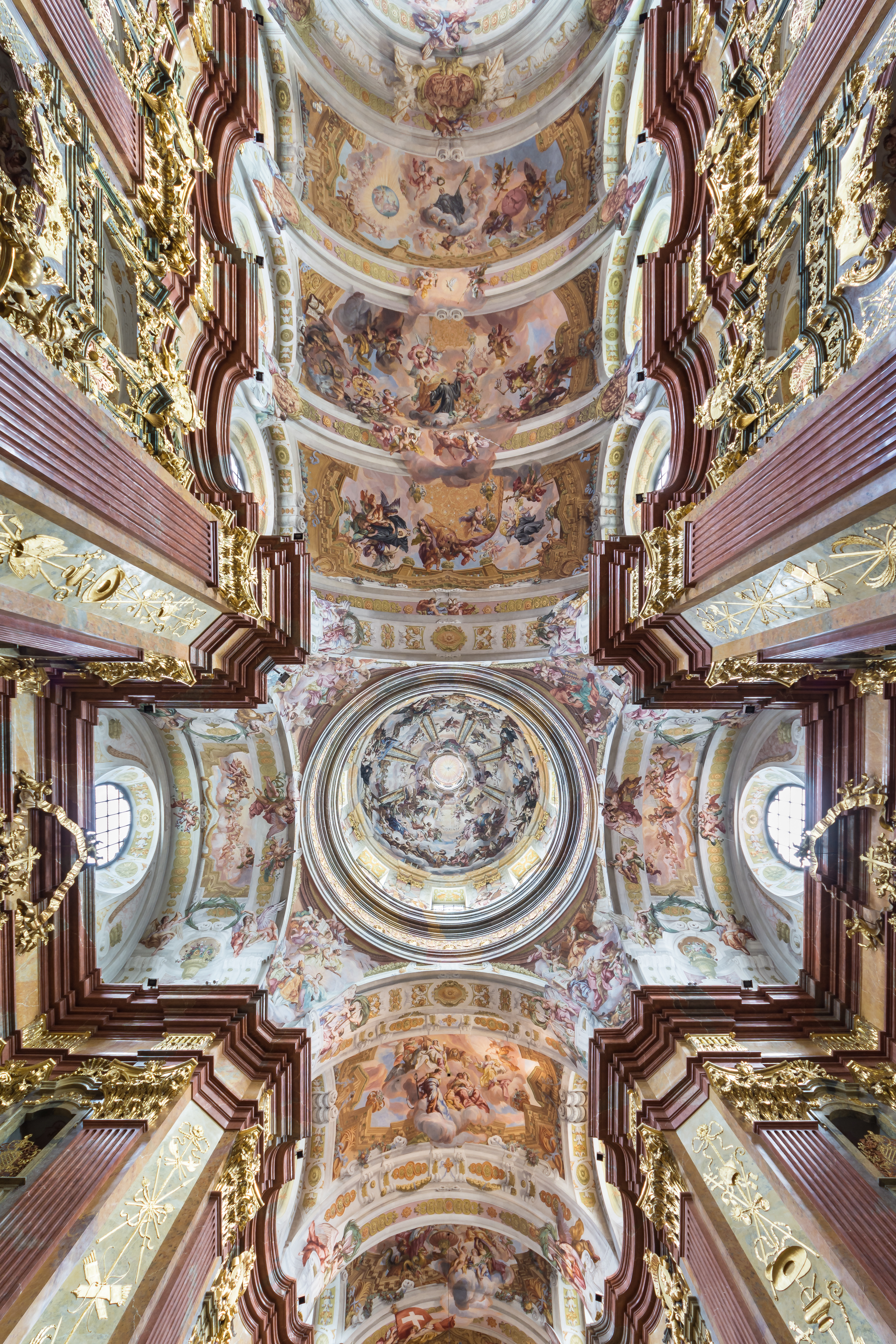
Роспись плафона и купола Коллегиальной церкви в аббатстве Мельк. 1716—1722
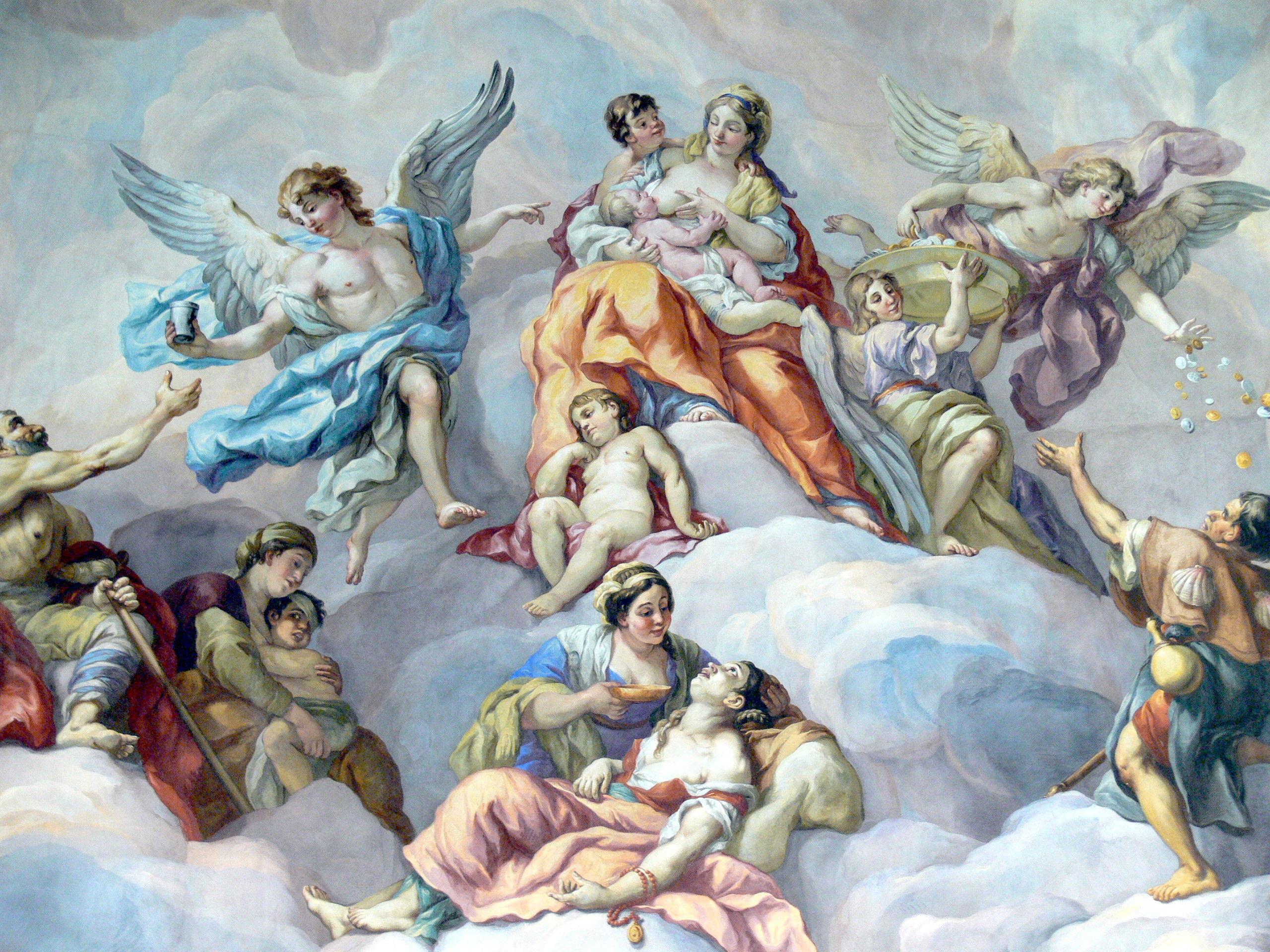
Аллегория Милосердия. Деталь росписи купола Карлскирхе. 1726–1729